# Coelotes hamamurai
Coelotes hamamurai là một loài nhện trong họ Amaurobiidae.
Loài này thuộc chi Coelotes. Coelotes hamamurai được Takeo Yaginuma miêu tả năm 1967.